# Línguas tupi-guaranis

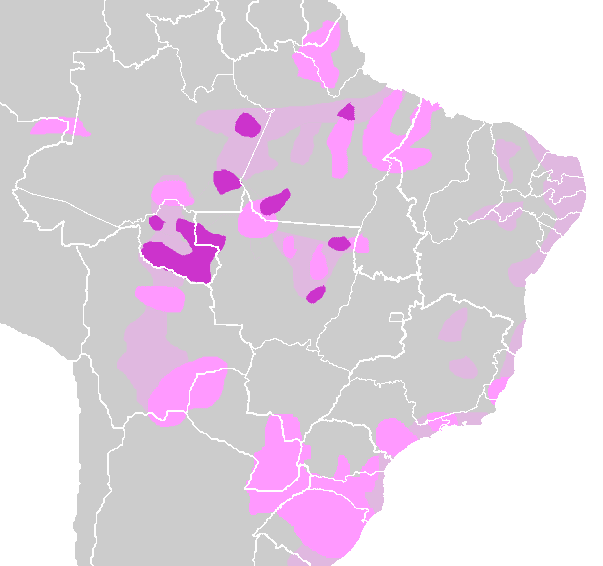
Falantes tupis (em violeta) e línguas tupis-guarani (em rosa) na atualidade; e áreas de extensão prováveis no passado. Este mapa baseia-se em dados obtidos de "Tupí Languages" e "Tupí-Guaraní Languages" do livro The Amazonian Languages, editado por R. M. W. Dixon e Alexandra Y. Aikhenvald, publicado em Cambridge pela (editora) Cambridge University Press, em 1999; veja as páginas 108 e 126, respectivamente.

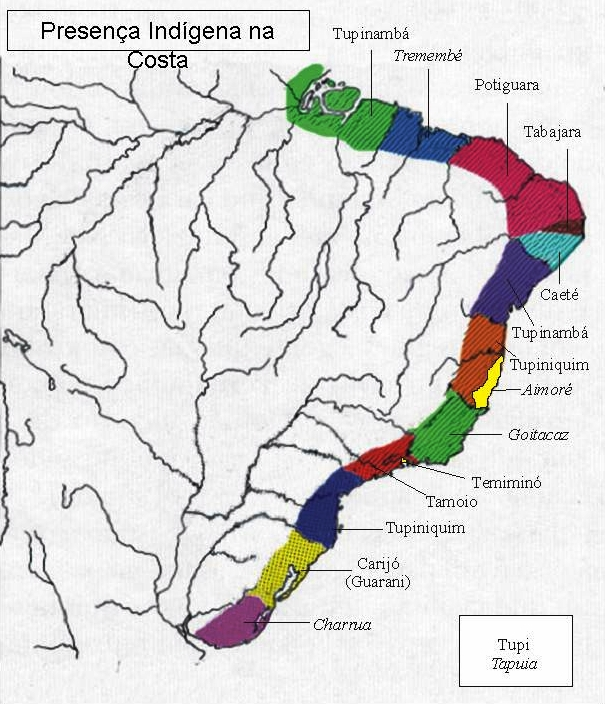
Distribuição aproximada das nações indígenas no litoral brasileiro no século XVI

A família linguística tupi-guarani é uma das mais importantes da América do Sul. Engloba várias línguas indígenas, das quais as mais representativas são o guarani, um dos idiomas oficiais do Paraguai; e o tupi antigo, língua antiga que contribuiu com a maior parte das palavras de origem indígena do português brasileiro. Grande parte dos povos indígenas que habitavam o litoral brasileiro, quando da chegada dos portugueses ao Brasil em 1500, falava línguas pertencentes a esta família. A família está compreendida num grupo linguístico maior, o tronco tupi.

## Línguas da família tupi-guarani
- Amanaié (amanaiés)
- Anambé (anambés)
- Apiacá (apiacás)
- Aquáua (aquáuas)

- Paracanã - dialeto (paracanãs)
- Suruí-aiqueuara – dialeto (suruís-aiqueuaras)

- Araueté (arauetés)
- Assurini

- Assurini do xingu – dialeto (assurinis do xingu)
- Assurini do tocantins – dialeto (assurinis do tocantins)

- Avá-canoeiro (avás-canoeiros)
- Caapor (caapores-urubus)
- Caiabi (caiabis)
- Camaiurá (camaiurás)
- Cambeba (cambebas)
- Cauaíbe (cauaíbes)

- Amondaua – dialeto (amondauas)
- Caripuna – dialeto
- Diahói – dialeto
- Juma – dialeto (jumas)
- Parintintim – dialeto (parintintins)
- Tenharim – dialeto (tenharins)
- Uru-eu-uau-uau – dialeto (uru-eu-uau-uaus)
- Piripkúra

- Cocama (cocamas)
- Guajá (guajás)
- Guarani – uma das línguas oficiais do Paraguai, também falado no Brasil (guaranis)

- Caiouá – dialeto (caiouás)
- Embiá – dialeto (embiás)
- Nhandeva – dialeto (nhandevas)

- Guarani novo (extinto no século XIX)
- língua geral – língua crioula formada à época dos bandeirantes. Dividia-se em dois ramos:

- língua geral setentrional
- língua geral meridional

- Nheengatu – falado atualmente no noroeste do estado do Amazonas, no Brasil
- Oiampi (oiampis)
- Tapirapé (tapirapés)
- Teneteara (guajajaras e tembés)

- Guajajara – dialeto (guajajaras)
- Tembé – dialeto (tembés)

- Tupi antigo (tupis) (extinta)
- Xetá (quase extinta) (xetás)
- Zoé (Puturu) (zoés)

## Demografia (Brasil)
Demografia dos falantes de línguas Tupi-Guarani (IBGE - Censo 2010, citado em Aguilar 2015):
| Povos Tupi-Guarani            | População/Falantes | Sub-ramo |
| ----------------------------- | ------------------ | -------- |
| Kawahíb                       | 2                  | VI       |
| Diahói                        | 4                  | VI       |
| Apiaká                        | 13                 | VI       |
| Karipuna                      | 16                 | VI       |
| Tenharim 3                    | 32                 | VI       |
| Uru-Eu-Wau-Wau                | 56                 | VI       |
| Parintintim                   | 65                 | VI       |
| Kaiabi                        | 673                | VI       |
| Xetá                          | 3                  | I        |
| Língua de Sinais Ka'apor      | 4                  | VIII     |
| Araweté                       | 5                  | V        |
| Amanayé                       | 6                  | VIII     |
| Avá-Canoeiro                  | 10                 | IV       |
| Kambeba                       | 44                 | III      |
| Kamayurá                      | 83                 | VII      |
| Zo'é                          | 216                | VIII     |
| Tapirapé                      | 300                | IV       |
| Asurini do Tocantins          | 332                | IV       |
| Kokama                        | 354                | III      |
| Tembé                         | 420                | IV       |
| Guajá                         | 503                | VIII     |
| Parakanã                      | 644                | IV       |
| Waiãpy                        | 695                | VIII     |
| Ka'apor                       | 1241               | VIII     |
| Guarani                       | 2464               | I        |
| Guarani Mbya                  | 3248               | I        |
| Língua Geral Amazônica        | 3771               | III      |
| Guarani Nhandeva              | 4887               | I        |
| Guajajara                     | 8269               | IV       |
| Guarani Kaiowá                | 24368              | I        |
| Tupi-Guarani não especificado | 9905               | -        |

Os povos Tupí-Guaraní do Brasil (IBGE - Censo 2010):
| Povos Tupí-Guaraní   | População | Sub-ramo |
| -------------------- | --------- | -------- |
| Xetá                 | 68        | I        |
| Guaraní              | 7500      | I        |
| Guarani Mbya         | 8026      | I        |
| Guarani Nhandeva     | 8596      | I        |
| Guarani Kaiowá       | 43401     | I        |
| Kambéba (Omágua)     | 744       | III      |
| Kokama               | 11274     | III      |
| Turiwára             | 12        | IV       |
| Ava-Canoeiro         | 50        | IV       |
| Asurini do Tocantins | 471       | IV       |
| Parakanã             | 939       | IV       |
| Tapirapé             | 1000      | IV       |
| Suruí do Pará        | 1258      | IV       |
| Tembé                | 1844      | IV       |
| Tenetehara           | 24428     | IV       |
| Asurini do Xingu     | 146       | V        |
| Araweté              | 400       | V        |
| Kawahíb              | 1         | VI       |
| Júma                 | 12        | VI       |
| Amondáwa             | 123       | VI       |
| Diahói               | 135       | VI       |
| Uru-Eu-Wau-Wau       | 184       | VI       |
| Parintintim          | 477       | VI       |
| Tenharim             | 525       | VI       |
| Apiaká               | 799       | VI       |
| Kaiabi               | 1814      | VI       |
| Karipúna             | 2297      | VI       |
| Kamayurá             | 662       | VII      |
| Anambé               | 185       | VIII     |
| Amanayé              | 244       | VIII     |
| Zo'é                 | 259       | VIII     |
| Guajá                | 536       | VIII     |
| Waiãpy               | 945       | VIII     |
| Ka'apor              | 1541      | VIII     |
| Tamoio               | 82        | ?        |
| Total                | 120978    |          |

## Classificação

### Rodrigues & Cabral (2012)
Classificação da família Tupí-Guaraní segundo Rodrigues e Cabral (2012):
Tupí-Guaraní
- Ramo 1 (Guaraní)
  - Guaraní antigo
  - Guarani paraguaio (Guaraní, Avañee)
  - Kaiwá (Kayowá, Kaiowá, Caiová, Caiguá, Pãi, Pãi-Tavyterã)
  - Nhandéva (Ñandeva, Chiripá)
  - Xetá (Šetá, Aré, Notobotocudo)
  - Chiriguano (Ava, Simba)
  - Isosó (Izozó, Izoceño, Chané)
  - Tapiete
  - Guayakí (Guayaquí, Aché)
- Ramo 2 (Guaráyo)
  - Guaráyo (Guarayo, Guarayú)
  - Sirionó
  - Yúki
- Ramo 3 (Tupí)
  - Língua Geral Amazônica (Língua Geral, Nheengatú, Tapïhïya, Tupí moderno, Yeral)
  - † Língua Geral Paulista (Língua Geral, Tupí)
  - † Tupí (Tupi antigo)
  - † Tupinambá (Língua brasílica, Tupí antigo)
- Ramo 4 (Tenetehára)
  - Avá (Canoeiro, Avá-Canoeiro)
  - Tapirapé
  - Parakanã (Paracanã, Apiteréwa)
  - Asuriní do Tocantins (Assurini, Asuriní do Trocará, Akwáwa)
  - Suruí (Suruí do Tocantins, Aikewara, Mudjetíre)
  - Tembé (Tenetehára)
  - Guajajára (Tenetehára)
  - † Turiwára
- Ramo 5 (Xingu)
  - Araweté
  - † Amanajé
  - † Ararandewára
  - Aurê (Aurá)
  - † Anambé do Cairarí
  - Asuriní do Xingu (Assurini, Asuriní do Coatinema, Awaeté)
- Ramo 6 (Kawahíb)
  - Amondáwa
  - Uruewawáu (Uru-eu-wau-wau, Uru-eu-uau-uau)
  - Karipúna
  - Piripkúra
  - Diahói (Diahui, Jahoi, Jahui, Diarrui)
  - Parintintín (Parintintim, Kagwahív)
  - Tenharín (Tenharim)
  - † Tupí-Kawahíb (Tupi do Machado, Paranawát, Pawaté, Wiraféd)
  - Apiaká (Apiacá)
  - Kayabí (Caiabi)
- Ramo 7 (Kamayurá)
  - Kamayurá (Kamaiurá, Camaiurá)
- Ramo 8 (Setentrional)
  - † Anambé de Ehrenreich
  - Guajá (Awá, Avá)
  - Ka’apór (Urubú, Urubú-Ka’apór, Kaapor)
  - † Takunyapé (Taconhapé)
  - Wayampí (Oyampi, Wajãpi, Waiãpi)
  - Wayampipukú
  - Emérillon (Emerenhão)
  - Zo’é (Zoé, Jo’é)

(† = língua extinta)

### Rodrigues & Cabral (2002)
Classificação dos ramos Tupí-Guaraní segundo Rodrigues e Cabral (2002, p. 335):
- Tupí-Guaraní
  - I
  - II, III
  - (subramo)
    - IV, V, VI
    - VII
    - VIII

Classificação da família Tupí-Guaraní segundo Rodrigues & Cabral (2002, p. 335-336):
Tupí-Guaraní
- Ramo I
  - Guaraní Antigo
  - Kaiwá (Kayová, Pãi), Ñandeva (Txiripá), Guaraní Paraguaio
  - Mbyá
  - Xetá (Serra dos Dourados)
  - Tapieté, Chiriguano (Ava), Izoceño (Chané)
  - Guayakí (Aché)
- Ramo II
  - Guarayo (Guarayú)
  - Sirionó, Horá (Jorá)
- Ramo III
  - Tupí, Língua Geral Paulista (Tupí Austral)
  - Tupinambá, Língua Geral Amazônica (Nhe’engatú)
- Ramo IV
  - Tapirapé
  - Asuriní do Tocantíns, Parakanã, Suruí (Mujetire)
  - Avá-Canoeiro
  - Tembé, Guajajára, Turiwára
- Ramo V
  - Araweté, Ararandewára-Amanajé, Anambé do Cairarí
  - Asuriní do Xingu
- Ramo VI
  - Kayabí, Apiaká
  - Parintintín (Kagwahíb), Tupí-Kawahíb (Tupí do Machado, Pawaté, Wiraféd, Uruewauwau, Amondáva, Karipúna, etc.)
  - Júma
- Ramo VII
  - Kamayurá
- Ramo VIII
  - Wayampí (Oyampí), Wayampípukú, Emérillon, Jo’é
  - Urubu-Ka’apór, Anambé de Ehrenreich
  - Guajá
  - Awré, Awrá
  - Takunhapé

### Dietrich (2010)
Classificação interna da família tupi-guarani segundo Dietrich (2010):
Grupo I: guarani meridional
- Guarani clássico / guarani antigo
- Avá-guarani / nhandeva, e dialeto apapocuva
- Kaiwá/caiová/cainguá/kaiowá/paĩ tavyterã
- Avañe’ẽ (guarani paraguaio)
- Mbyá
- Xetá
- Guarani do Chaco, tradicionalmente chiriguano - dialetos:
  - ava (subdialetos simba e chané)
  - izoceño
- Tapiete

Grupo II: boliviano - Guarani da região Guaporé-Mamoré-Paraguai-Paraná
- Guarayo
- Guarasug’wä/pauserna
- Sirionó
- Yuki / mbyá-jê
- Aché/guayaki

Grupo III: Grupo tupi da costa brasileira
- Tupinambá
- Tupiniquim
- Potiguara
- Cocama, cocamilla
- Omágua/omawa/canga-peba

Grupo IV: Grupo asurini-tenetehara-tapirapé
- Grupo Tocantins-Maranhão
  - Asurini do Tocantins/do Trocará/akwawa, ‘índio bravo’
  - Parakanã (autodenominação awareté, ‘gente verdadeira’)
  - Suruí (autodenominação aikewára, ‘nós’ mudjetíre, nome dado pelos kayapós)
- Grupo tenetehara
  - Tembé
  - Guajajara
- Grupo Parque do Xingu
  - Avá-canoeiro
  - Tapirapé (autodenominação ãpyãwa)

Grupo V: Tocantins-Mearim - Grupo do Xingu-Tocantins-Gurupi
- Anambé/anambé do Cairari
- Amanayé/manajo/amanajé
- Araweté/bïde
- Asurini do Xingu/awaté
- Kayabi (autodenominação dejanare)

Grupo VI: Mato Grosso-Rondônia - Grupo do norte de Mato Grosso e de Rondônia
- Apiaká
- Amondawa/amundawa/kagwahiva
- Tenharim - dialetos: (kagwahiva/kawaib é a autodenominação de todos estes grupos)
  - parintintin, juma
  - kagwahíb/kawahýb
  - karipuna Jaci Paraná
  - diahói/jahui
  - uru-eu-wau-wau/jupau (jupaú é autodenominação, uru-e-wau-wau é a denominação txapakúra)
  - morerebi

Grupo VII: Grupo do Alto Xingu
- Kamayurá/kamaiurá

Grupo VIII: Grupo amazônico setentrional
- Ao norte do Amazonas:
  - Wayãpi do Amapari e da Guiana Francesa/wayampi (antes oyampi)
  - Karipuna (karipuna do Amapá)
  - Wayãpi do Jari/wayampipuku
  - Émérillon/teko
  - Zo’é/jo’é/dzo’é/puturú-jar/tupi do Cuminapanema/buré
- Ao sul do Amazonas:
  - Guajá
  - Ka’apor/urubú-ka’apor

### Mello (2002)
Classificação da família Tupí-Guaraní (Mello 2002):
Tupí-Guaraní
- Subgrupo I
  - Ia
    - Guarani Mbyá
    - Guarani Antigo
    - Guarani Paraguaio

  - Ib
    - Chiriguano
    - Chané
    - Izoceño

  - Ic
    - Guayaki

  - Id
    - Xetá
- Subgrupo II
  - Sirionó
- Subgrupo III
  - Guarayo
- Subgrupo IV
  - IVa
    - Parintintin
    - Amundava
    - Urueuewauwau

  - IVb
    - Tenharín
    - Karipúna
- Subgrupo V
  - Apiaká
  - Kayabí
  - Kamayurá
- Subgrupo VI
  - VIa
    - Asurini do Trocará
    - Suruí
    - Parakanã

  - VIb
    - Tembé

  - VIc
    - Tapirapé

  - VId
    - Asuriní do Xingu
- Subgrupo VII
  - Araweté
  - Aurê e Aura
  - Anambé
  - Guajá
- Subgrupo VIII
  - Wayampí do Jarí
  - Wayampí do Amapari
  - Emerillon
  - Urubu-Kaapór
- Subgrupo IX
  - Tupinambá
  - Língua Geral Amazônica
  - (Kokama)

## Comparação lexical
Comparação lexical de algumas línguas tupi-guaranis (Aguilar 2015):
Fontes dos dados
- Asuriní do Tocantins: Cabral & Rodrigues (2003)[8] (Ramo IV)
- Avá-Canoeiro do Tocantins: Silva (2015)[9]; Borges (2002)[10] (Ramo IV)
- Parintintín: Betts (1981)[11] (Ramo VI)
- Kamajurá: Aguilar (2015)[12] (Ramo VII)
- Uru-Eu-Wau-Wau: Pease & Betts (1991)[13] (Ramo VI)
- Kayabí: Weiss (2005)[14] (Ramo VI)

| N.º | Inglês   | Português | Asuriní do Tocantins                               | Avá-Canoeiro do Tocantins                        | Parintintín             | Kamajurá   | Uru-Eu-Wau-Wau | Kayabí                    |
| --- | -------- | --------- | -------------------------------------------------- | ------------------------------------------------ | ----------------------- | ---------- | -------------- | ------------------------- |
| 1   | louse    | piolho    | -kýp                                               | -kyw                                             | -kyv                    | kyp        | kyp            | -kyp                      |
| 2   | two      | dois      | mokój                                              | mokõj                                            | mokonh                  | moko͂j      | mõkõi          | muku͂i                     |
| 3   | water    | água      | ʔý                                                 | y                                                | -y                      | ʔy         | yhy            | ʔy                        |
| 4   | ear      | orelha    | -namí                                              | -nami                                            | -nambi                  | nami       | nãmi           | -nami                     |
| 5   | die      | morrer    | -manó                                              | -mano                                            | -mano                   | manô       | mo͂no͂           | -manu͂                     |
| 6   | I        | eu        | isé                                                | txi                                              | ji                      | ije        | jihe           | je                        |
| 7   | liver    | fígado    | -pyʔá                                              | -pya                                             | -pyʔa                   | peré       | -pyʔa          | -pyʔa                     |
| 8   | eye      | olho      | -ehá                                               | -ea                                              | -eakwar                 | tea        | e-akwar        | -ea                       |
| 9   | hand     | mão       | -pá                                                | -po                                              | -po                     | -po        | -po            | -po                       |
| 10  | hear     | ouvir     | -enóp                                              | -nanõ                                            | -apyaka                 | anup       | enu            | -apyaka                   |
| 11  | tree     | árvore    | yʔýp                                               | -yw                                              | -ʔyva                   | ywyra      | ypa            | ʔyp                       |
| 12  | fish     | peixe     | ipirá                                              | pira                                             | pira                    | pira       | pira           | pira, ipira               |
| 13  | name     | nome      | -ét                                                | -eʁ                                              | -er                     | het        | -er            | -ʔet                      |
| 14  | stone    | pedra     | itá                                                | ita                                              | itaky                   | itá        | ita            | ita                       |
| 15  | tooth    | dente     | -ój                                                | -ãj                                              | -anh                    | ta͂j        | -ãnh           | -ãi                       |
| 16  | breasts  | seios     | poti’á ‘peito’; -kóm ‘seio’                        | -kam ‘peito/seio’                                | -kam                    | kam        | -kãm           | -kam                      |
| 17  | you      | você      | ené                                                | ni                                               | nde                     | ene        | nehe           | ene                       |
| 18  | path     | caminho   | -apé                                               | -ape                                             | pehe                    | tape       | pehe           | -ape                      |
| 19  | bone     | osso      | -kýng                                              | -kang                                            | -kag͂                    | kang       | kang           | -kag͂                      |
| 20  | tongue   | língua    | -ko                                                | -apekũ ‘ponta da língua’                         | -ku͂                     | ko͂         | ku͂             | -ku͂                       |
| 21  | skin     | pele      | -pít                                               | -pilik                                           | -pir                    | pit        | -pir           | -pit                      |
| 22  | night    | noite     | -ypytón                                            | pyaji                                            | ypytun                  | ypytun     | ypytun         | ypytun                    |
| 23  | leaf     | folha     | -áp                                                | -ow (Borges)                                     | kaʔa                    | hop        | kaʔa           | kaʔa                      |
| 24  | rain     | chuva     | amýn                                               | amyn                                             | -aman                   | aman       | amãnə͂          | aman                      |
| 25  | kill     | matar     | -soká                                              | -juka                                            | -juka                   | juká       | -juka          | -juka                     |
| 26  | blood    | sangue    | -owý                                               | -owy                                             | -eko; -gwy              | tywy       | -eko           | -uy wy                    |
| 27  | horn     | chifre    | -atí                                               | -ãti                                             | -ati͂                    | atsi͂       | ati͂            | -asi͂                      |
| 28  | person   | pessoa    | awá ‘gente, pessoa’; poró- ‘gente, outro (humano)’ | awã ‘gente, pessoa’; po- ‘gente, outro (humano)’ | ahe                     | awa        | ahe            | ae-                       |
| 29  | knee     | joelho    | -kanawá                                            | -epya                                            | -enypyʔã                | perenan    | -enypyʔã       | -enupyʔã                  |
| 30  | one      | um        | osepé                                              | mepe                                             | ojipeji                 | mojepete   | ojipei         | ajepei                    |
| 31  | nose     | nariz     | -tiapýr ‘ponta do nariz’; -tikýng ‘osso do nariz’  | -apỹj (Borges)                                   | -apynh/-ti͂              | apỹj       | apyn           | -apy͂i; -sĩ                |
| 32  | full     | cheio     | -ynehém                                            | -                                                | -pypiar                 | moʔakang   | -pypiar        | -pypiat; -tyneem          |
| 33  | come     | vir       | -sát; -ót                                          | -juʁ                                             | -jor; -ur               | -ut/jot    | -ur            | -ʔut turi                 |
| 34  | star     | estrela   | sahýtatá                                           | jaytata                                          | jaytata'ia              | jaytata    | jaytataʔia     | jaytata                   |
| 35  | mountain | montanha  | -                                                  | yw-am ‘terra levantada’                          | yvy'am                  | ywy’am     | yvyter         | ywytyt                    |
| 36  | fire     | fogo      | -atá                                               | -ata                                             | -ata                    | t-atá      | tata           | -ata (tata)               |
| 37  | we       | nós       | sané; oré                                          | jane (Borges); oɾe (Borges)                      | nhande-; ore-           | ore, oro   | ore            | ore (excl.); jane (incl.) |
| 38  | drink    | beber     | -ʔó                                                | -u                                               | y'u                     | -yʔu       | -yʔu           | -yʔu                      |
| 39  | see      | ver       | -esák (vt.); -ma’é (vi.)                           | -mae (vt./vi.)                                   | -epiag                  | etsak      | -epiag         | -esak                     |
| 40  | bark     | casca     | -apé                                               | -pilik                                           | -ape                    | ype        | -ape           | -ape                      |
| 41  | new      | novo      | -ʔyahó                                             | -pyaw                                            | -pyahu                  | ipyau      | -pyahu         | -pyau                     |
| 42  | dog      | cachorro  | sawát                                              | jawaʁ                                            | nhag͂; watig͂; ingaruru'i͂ | wararuijap | nhag͂; watig    | kasuru; kwataʔi           |
| 43  | sun      | sol       | kwát ‘Sol’; -át ‘dia’                              | kwaʁ; -aʁ                                        | kwara                   | kwat       | kwara          | kwat                      |

Comparação lexical (Rodrigues 1986):
| Português  | Guarani Mbiá do Paraná | Tapirapé do Araguaia | Parintintín do rio Madeira | Wayampí do norte do Amapá | Língua Geral do alto rio Negro |
| ---------- | ---------------------- | -------------------- | -------------------------- | ------------------------- | ------------------------------ |
| pedra      | itá                    | itã                  | itá                        | takúru                    | itá                            |
| fogo       | tatá                   | tãtã                 | tatá                       | táta                      | tatá                           |
| jacaré     | djakaré                | txãkãré              | djakaré                    | iakáre                    | iakaré                         |
| pássaro    | gwyrá                  | wyrã                 | gwyrá                      | wýra                      | wirá                           |
| onça       | djagwareté             | txãwãrã              | dja’gwára                  | iáwa                      | iawareté                       |
| ele morreu | omanõ                  | amãnõ                | omanõ                      | ománo                     | umanu                          |
| mão dele   | ipó                    | ipá                  | ipó                        | ípo                       | ipú                            |

## Empréstimos ao português brasileiro
Um grande número de palavras das línguas tupis-guaranis foi passado ao português brasileiro na forma de empréstimos. Os termos mais emprestados dizem respeito à fauna e flora locais, desconhecidas dos colonizadores portugueses. Palavras como pitanga, caju, jararaca, pereba, xará, sucuri e diversas outras são exemplos de palavras da família tupi-guarani que passaram ao português brasileiro.